# Topolná
Topolná (en allemand : Pappelsdorf ) est une commune du district d'Uherské Hradiště, dans la région de Zlín, en République tchèque. Sa population s'élevait à 1 645 habitants en 2020.

## Géographie
Topolná se trouve à 8 km au nord-est d'Uherské Hradiště, à 15 km au sud-ouest de Zlín, à 69 km à l'est-sud-est de Brno et à 248 km au sud-est de Prague.
La commune est limitée par Napajedla et Komárov au nord, par Březolupy à l'est, par Bílovice, Mistřice et Kněžpole au sud, et par Babice et Spytihněv à l'ouest.

## Histoire
La première mention écrite de la localité date de 1318.

## Patrimoine

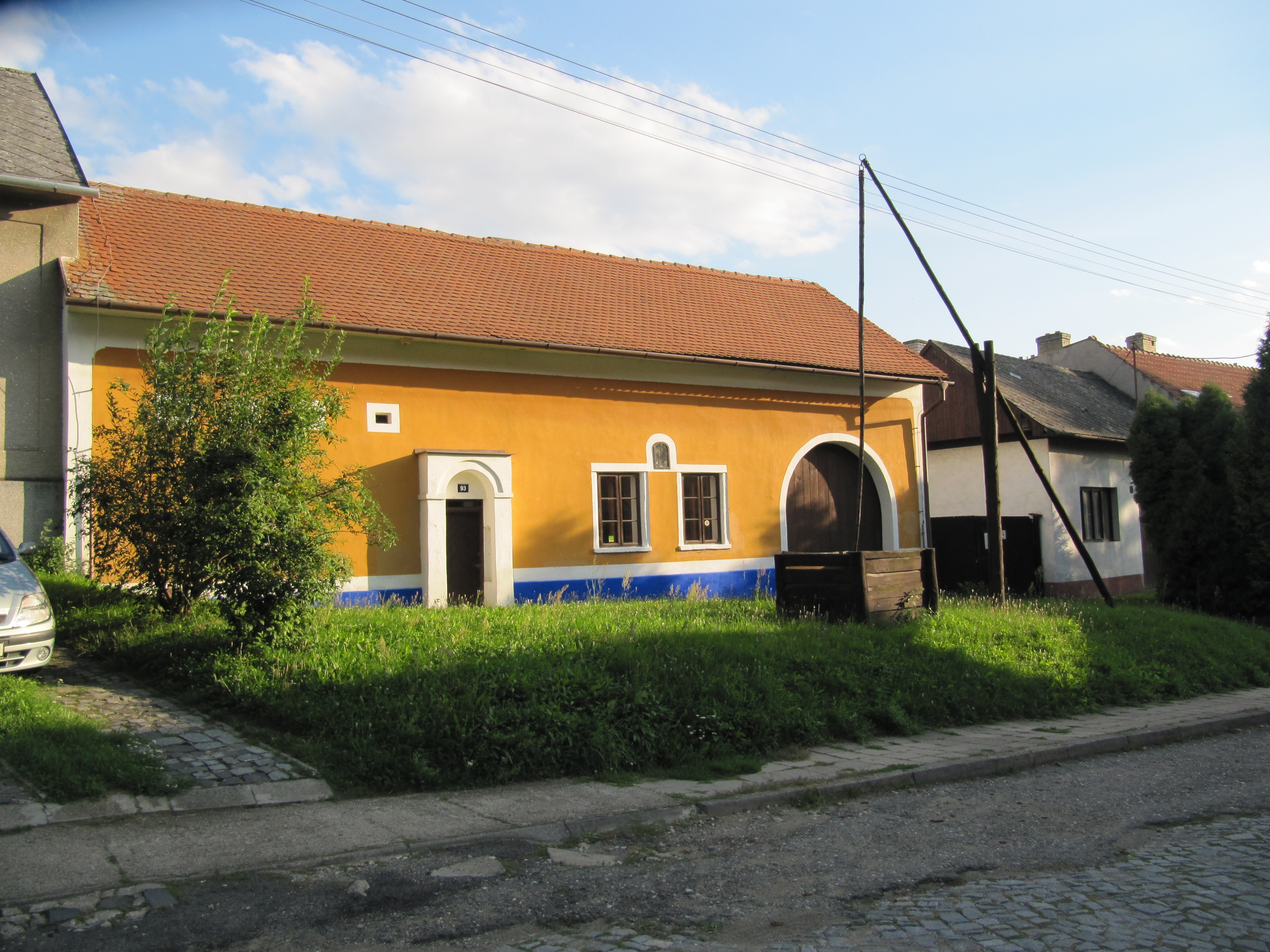
Maison n° 93.
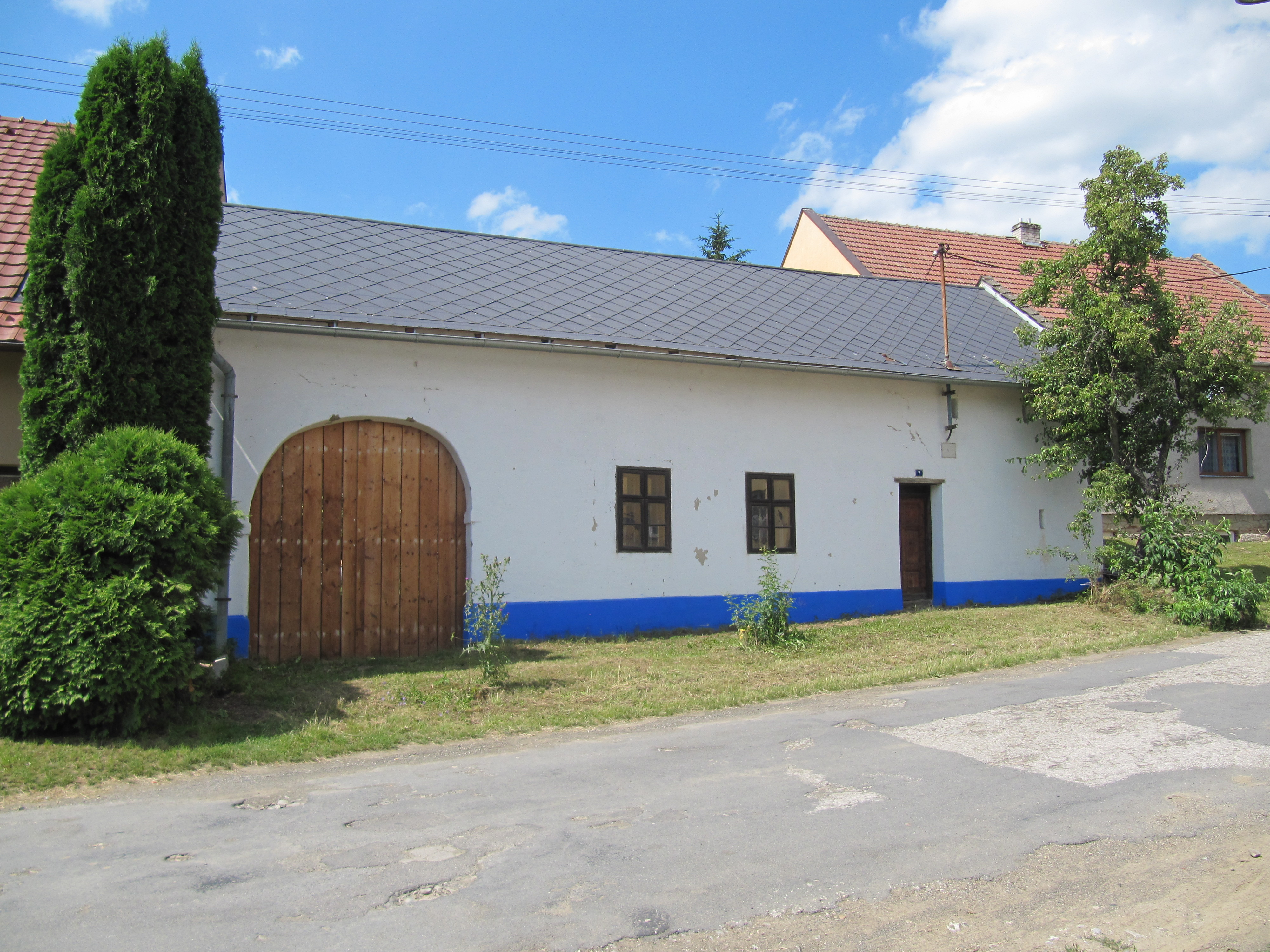
Maison n° 7.